# La Croupte

La Croupte este o comună în departamentul Calvados, Franța. În 1 ianuarie 2018 avea o populație de 116 de locuitori.